# Gazzeta di Fiume
Gazzeta di Fiume / Fiumaner Zeitung (1867.) povijesne su riječke novine. Tiskale su se u tiskari Emidia Mohovicha (Fiumaner Tipo-Litographishe Anstalt des Emidio Mohovich) na talijanskom i njemačkom jeziku. Bile su mađarofilske, a glavni urednik bio je  L. de Süedenhorst. Izlazile su tri puta tjedno – utorkom, četvrtkom i subotom, a uz lokalne vijesti donosile su i novosti iz čitavoga svijeta. Daljnje izlaženje obustavljeno je 15. listopada 1867. zbog financijskih poteškoća, a izašlo je ukupno 19 brojeva.

## Dostupnost
Sveučilišna knjižnica u Rijeci digitalizirala je broj koji čuva u svom fondu.

## Vanjske poveznice
- Digitalizirane novine u fondu SVKRI. libraries.uniri.hr. Pristupljeno 7. ožujka 2023.